# Llavanera (Pardines)
Llavanera és una entitat de població del municipi de Pardines, a la comarca catalana del Ripollès. En el cens de 2007 tenia 3 habitants.